# 达默 (石勒苏益格-荷尔斯泰因州)
达默（德語：Dahme，發音：[ˈdaːmə] ⓘ）是德国石勒苏益格-荷尔斯泰因州东荷尔斯泰因县的市镇，面积9.11平方千米，人口为人。